# Philip James Bailey
Philip James Bailey (Nottingham, 22 aprile 1816 – Nottingham, 6 settembre 1902) è stato un poeta inglese.

## Biografia

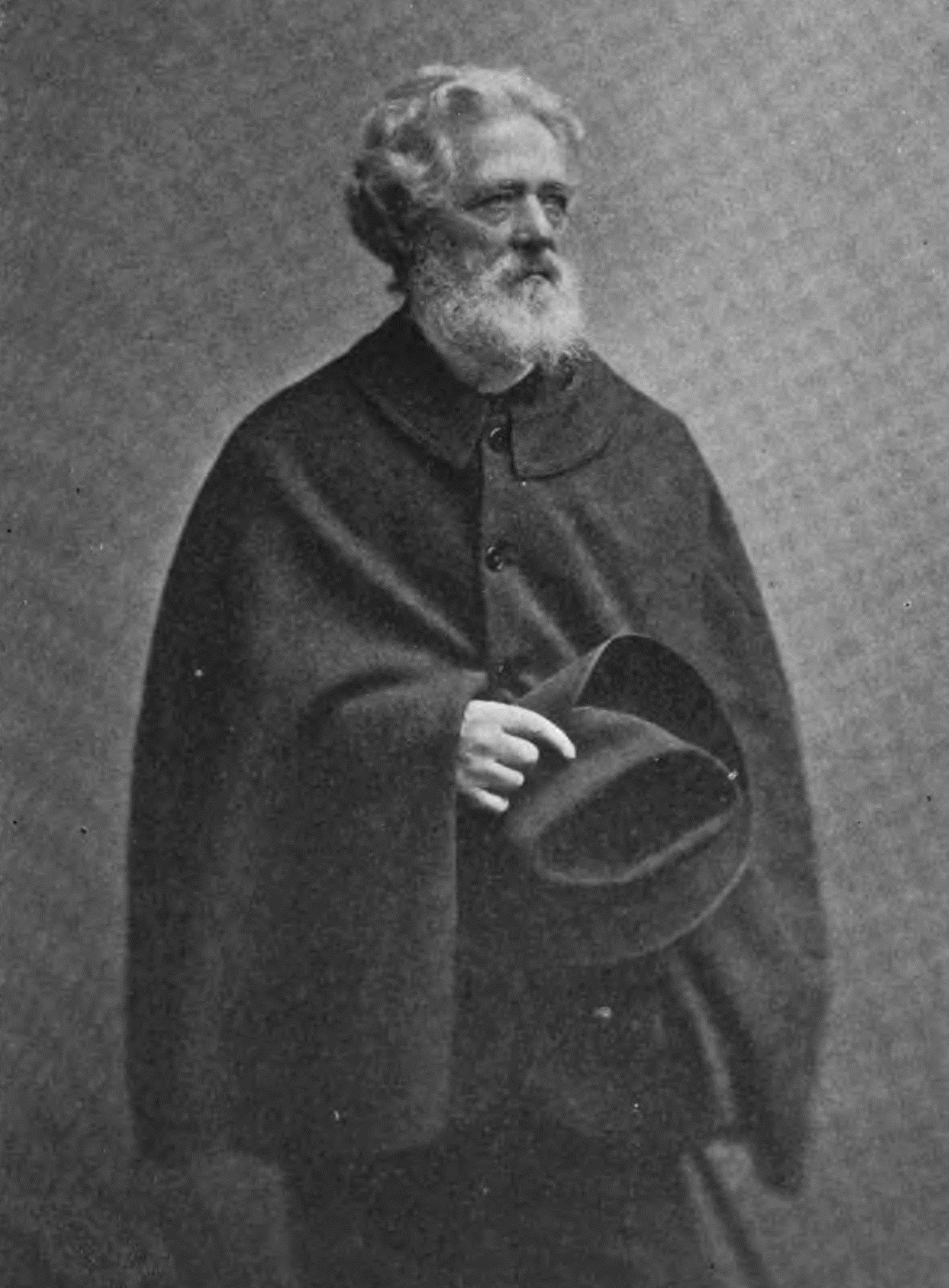
Philip James Bailey

Philip James Bailey nacque a Nottingham il 22 aprile 1816.
Il giovane Bailey ricevette una buona istruzione nella sua città natale, compreso l'insegnamento dei classici, oltre che quello degli scrittori inglesi quali George Gordon Byron, fino al suo sedicesimo anno di età, quando si iscrisse all'Università di Glasgow; tuttavia, non si laureò, ma si trasferì nel 1835 a Londra, dove iniziò gli studi di giurisprudenza presso gli uffici di un avvocato e l'anno seguente entrò nella Lincoln's Inn.
Dopo di che soggiornò a Basford (Nottingham) e per tre anni fu impegnato con la scrittura di Festus.
Bailey fu un poeta noto soprattutto per il suo poema drammatico Festus (1839), una versione della leggenda del Faust, ispirato dal Faust di Goethe, che comprese cinquanta scene di dialoghi in versi, circa ventiduemila in tutto nella prima edizione e quarantamila nell'ultima, e fu pubblicata per la prima volta in forma anonima. Guidato dalla sua convinzione della funzione purificatrice del male, Bailey terminò il Festus con la redenzione di Lucifero.
Il Festus ricevette un'accoglienza entusiastica e grazie a questo successo, Bailey, compose una seconda edizione, data alle stampe nel 1846, molto ampliata rispetto alla prima.
Il padre di Bailey, che ha pubblicato l'opera, ha posseduto e curato dal 1845 al 1852 il Mercurio di Nottingham.
Bailey proseguì la sua carriera letteraria anche se non raggiunse più i vertici di popolarità e successo avuti con l'opera d'esordio; in seguito pubblicò Il mondo degli angeli (The Angel World, 1850), Il mistico (The Mystic, 1855), L'età presente (The Age, 1858), nella quale i protagonisti furono l'autore, un critico e un amico, L'inno universale (The Universal Hymn, 1867).
Bailey fu il fondatore e membro dei poeti della "scuola spasmodica", la cui estetica, basata su idee romantiche di associazione e intuizione, si opponeva al controllo della forma letteraria su regole rigide.
La definizione di "scuola spasmodica" fu attribuita ironicamente da William Edmonstoune Aytoun nel suo Firmilian (1854); la scuola comprese, tra gli altri, Sydney Thompson Dobell e Alexander Smith, i quali, ispirandosi alla guerra di Crimea, scrissero a quattro mani il libro di Sonetti alla guerra (Sonnets on the War).
(Philip James Bailey)
All'età di ottantacinque anni, Bailey ricevette il titolo di dottore honoris causa dall'Università di Glasgow.
Negli ultimi anni Philip James Bailey viaggiò molto e visse a Londra e nel Devon prima di tornare alla sua città natale. Un attacco di influenza si rivelò fatale e morì il 6 settembre 1902 all'età di ottantasei anni e fu sepolto nel cimitero di Nottingham Rock.

## Opere
- Festus (1839);
- Il mondo degli angeli (The Angel World, 1850);
- Il mistico (The Mystic, 1855);
- L'età presente (The Age, 1858);
- L'inno universale (The Universal Hymn, 1867).